# Lycoming ALF 502
Das Lycoming ALF 502/LF 507 ist ein Getriebefan der US-amerikanischen Hersteller Lycoming, AlliedSignal und später Honeywell Aerospace.
Der Prototyp YF102 wurde von der Stratford Army Engine Plant in Connecticut aus dem Lycoming T55 entwickelt, das als Gasgenerator verwendet wurde. Sechs Exemplare dieses Triebwerks wurden für die Northrop YA-9 gebaut und später für das Quiet Short-Haul Research Aircraft Program der NASA in Maschinen vom Typ de Havilland Canada DHC-5 verwendet.
Das ALF 502 erhielt seine Musterzulassung im Jahr 1980 und wurde in der BAe 146 und der Bombardier Challenger 600 eingesetzt. Das mit FADEC ausgerüstet LF 507 wurde in der zweiten Modellserie der BAe 146, der Avro RJ, verwendet.

## Versionen

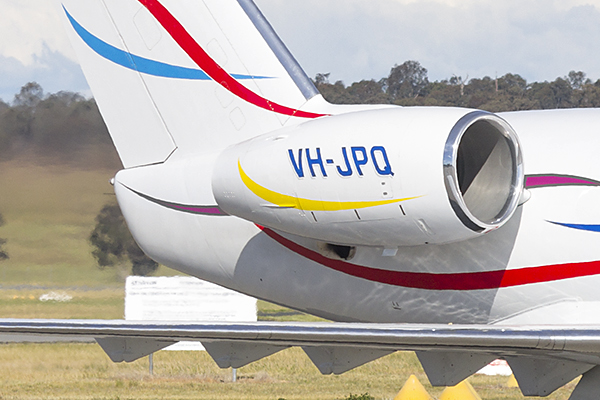
Honeywell ALF 502 an einer Challenger 600

Das ALF 502 ist ein Zweiwellen-Mantelstromtriebwerk mit einem Getriebefan, einer Kombination aus Axial- und Radialverdichter, einer Brennkammer mit gegenläufiger Flussrichtung und einer vierstufigen Turbine mit jeweils zwei Hoch- und Niederdruckstufen.
ALF502R-3 (einstufiger Niederdruckverdichter)
- ALF502R-4: R-3 mit erhöhtem Schub
- ALF502R-5: R-4 mit verbesserter Anordnung der Turbinenleitschaufeln der ersten und zweiten Stufe
- ALF502R-3A: R-3 mit verbesserter Gasturbine, erhöhter Schub

ALF502L (zweistufiger Niederdruckverdichter)
- ALF502L-2: L mit veränderter Beschaufelung für bessere Leistung in größeren Höhen
- ALF502L-3: L-2 mit verbesserter Turbine und Leistungsreservenautomatik
- ALF502L-2A: L-2 mit verbesserter Gasturbine und Leistungsreservenautomatik
- ALF502L-2C: L-2A ohne automatische Leistungsreserve
- ALF502R-6: L-2C mit R-5-Getriebe
- LF507-1H: R-6 mit geringerem Schub
- LF507-1F: 507-1H mit FADEC

## Anwendungen
YF102
- Northrop YA-9

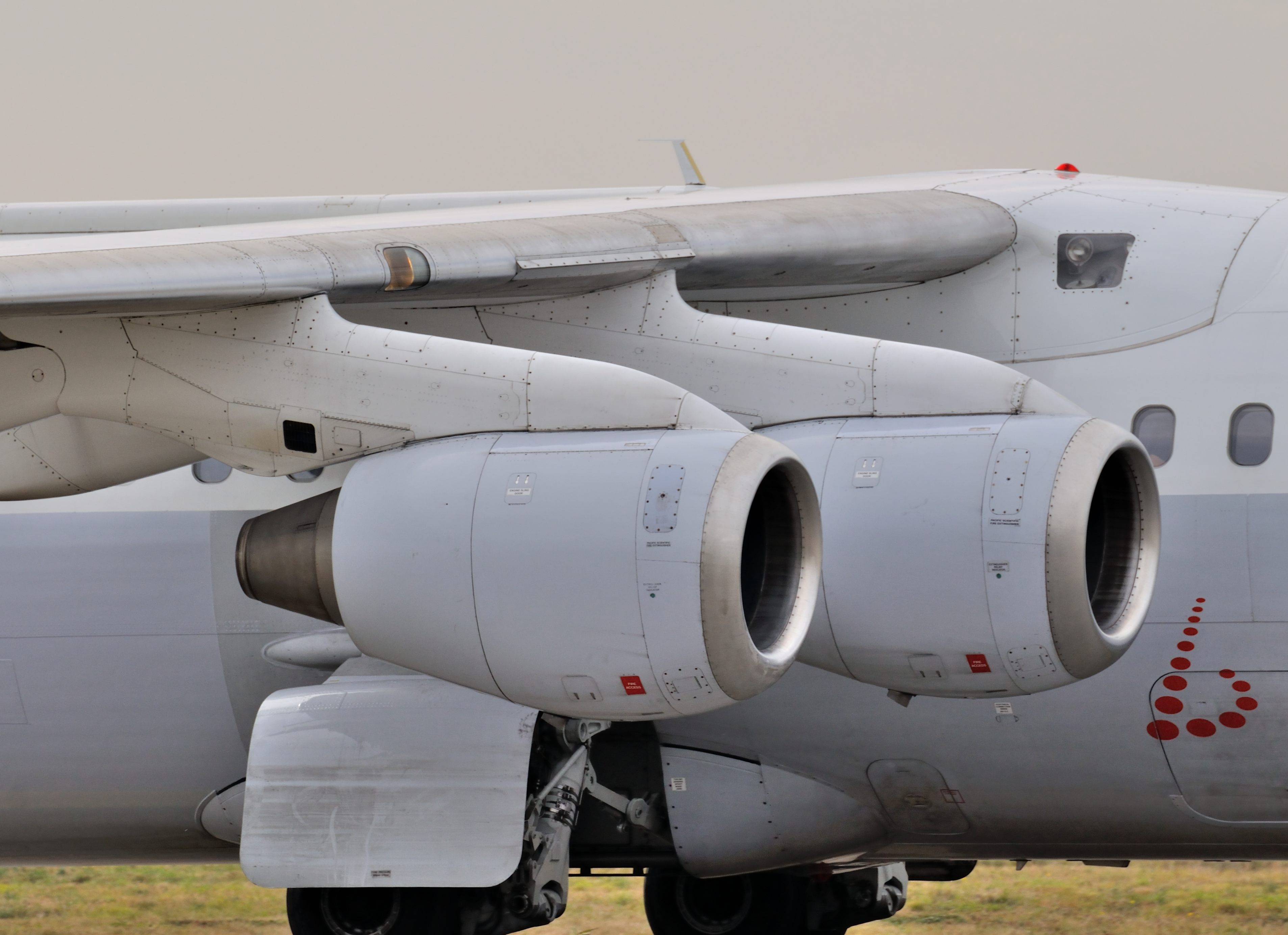
Honeywell LF 507 an einer Avro RJ

- C-8A Quiet Short-Haul Research Aircraft

ALF 502
- Bombardier Challenger 600, frühe CL-600-Modelle, 81 gebaute Exemplare zwischen 1978 und 1982
- BAe 146

LF 507
- Avro RJ

## Technische Daten
| Typ                              | Mantelstromtriebwerk mit Getriebefan     | Mantelstromtriebwerk mit Getriebefan     | Mantelstromtriebwerk mit Getriebefan      | Mantelstromtriebwerk mit Getriebefan      | Mantelstromtriebwerk mit Getriebefan | Mantelstromtriebwerk mit Getriebefan | Mantelstromtriebwerk mit Getriebefan | Mantelstromtriebwerk mit Getriebefan | Mantelstromtriebwerk mit Getriebefan | Mantelstromtriebwerk mit Getriebefan | Mantelstromtriebwerk mit Getriebefan | Mantelstromtriebwerk mit Getriebefan |
| Rotordurchmesser                 | 40,25 in (1.022 mm)                      | 40,25 in (1.022 mm)                      | 40,25 in (1.022 mm)                       | 40,25 in (1.022 mm)                       |                                      |                                      |                                      |                                      |                                      |                                      |                                      |                                      |
| Übersetzungsverhältnis           | 2,3:1                                    | 2,3:1                                    | 2,3:1                                     | 2,3:1                                     |                                      |                                      |                                      |                                      |                                      |                                      |                                      |                                      |
| Nebenstromverhältnis             | 5,7:1                                    | 5,7:1                                    | 5,7:1                                     | 5,7:1                                     |                                      |                                      |                                      |                                      |                                      |                                      |                                      |                                      |
| Brennkammer                      | gegenläufige Strömungsrichtung           | gegenläufige Strömungsrichtung           | gegenläufige Strömungsrichtung            | gegenläufige Strömungsrichtung            |                                      |                                      |                                      |                                      |                                      |                                      |                                      |                                      |
| Turbine                          | jeweils zwei Hoch- und Niederdruckstufen | jeweils zwei Hoch- und Niederdruckstufen | jeweils zwei Hoch- und Niederdruckstufen  | jeweils zwei Hoch- und Niederdruckstufen  |                                      |                                      |                                      |                                      |                                      |                                      |                                      |                                      |
| Startschub                       | 6.700 lbf (30 kN)                        | 6.970 lbf (31 kN)                        | 7.500 lbf (33 kN)                         | 7.000 lbf (31 kN)                         |                                      |                                      |                                      |                                      |                                      |                                      |                                      |                                      |
| Länge                            | 63,66 in (1.617 mm)                      | 63,66 in (1.617 mm)                      | 65,57 in (1.665 mm)                       | 65,57 in (1.665 mm)                       |                                      |                                      |                                      |                                      |                                      |                                      |                                      |                                      |
| Höhe                             | 55,5 in (1.410 mm)                       | 55,5 in (1.410 mm)                       | 54,5 in (1.384 mm)                        | 54,5 in (1.384 mm)                        |                                      |                                      |                                      |                                      |                                      |                                      |                                      |                                      |
| Breite                           | 47,8 in (1.214 mm)                       | 47,8 in (1.214 mm)                       | 48,6 in (1.234 mm)                        | 48,6 in (1.234 mm)                        |                                      |                                      |                                      |                                      |                                      |                                      |                                      |                                      |
| Masse                            | 1.336 lb (606 kg)                        | 1.336 lb (606 kg)                        | 1.375 lb (624 kg) (1F: 1.385 lb (628 kg)) | 1.375 lb (624 kg) (1F: 1.385 lb (628 kg)) |                                      |                                      |                                      |                                      |                                      |                                      |                                      |                                      |
| Drehzahl Niederdruckstufen       | 7.184 – 7.374                            | 7.184 – 7.374                            | 7.184 – 7.374                             | 7.184 – 7.374                             |                                      |                                      |                                      |                                      |                                      |                                      |                                      |                                      |
| Drehzahl Hochdruckstufen         | 19.280 – 19.760                          | 19.280 – 19.760                          | 19.280 – 19.760                           | 19.280 – 19.760                           |                                      |                                      |                                      |                                      |                                      |                                      |                                      |                                      |
| Spezifischer Kraftstoffverbrauch | 0,406 lb/lbf/h (41,4 kg/kN/h)            | 0,406 lb/lbf/h (41,4 kg/kN/h)            | 0,406 lb/lbf/h (41,4 kg/kN/h)             | 0,406 lb/lbf/h (41,4 kg/kN/h)             |                                      |                                      |                                      |                                      |                                      |                                      |                                      |                                      |
| Schub-Gewicht-Verhältnis         | 5.01                                     | 5.22                                     | 5.45                                      | 5.09                                      |                                      |                                      |                                      |                                      |                                      |                                      |                                      |                                      |